# Onthophagus monforti
Onthophagus monforti là một loài bọ cánh cứng trong họ Bọ hung (Scarabaeidae).